# Cigacice Port
Cigacice Port – ładownia, a dawniej stacja kolejowa w Cigacicach, w gminie Sulechów, w powiecie zielonogórskim, w woj. lubuskim, w Polsce. Została otwarta w 1916 roku przez KPEV.